# Sibylle d'Acerra
Sibylle d'Acerra ou Sibylle d'Aquino, plus tardivement appelée Sibylle de Mandanie (avant 1165 — après 1195) était reine de Sicile en tant qu'épouse de Tancrède de Lecce. Elle fut régente de Sicile pendant la minorité de son fils Guillaume III. Elle était aussi sœur de Richard d'Acerra.

## Biographie
En 1190, Tancrède de Lecce succède à son cousin Guillaume II, roi de Sicile, malgré l'opposition de sa tante Constance, mariée à l'empereur Henri VI, qui estime que la naissance illégitime de Tancrède s'oppose à son accession au trône. En 1191, Henri VI tente d'envahir le royaume, mais est battu et doit faire retraite, alors que Constance est capturée. Tancrède a d'abord emmené Constance à Palerme sous la surveillance de Sibylle, mangeant la même chose et dormant dans la même chambre. Sibylle s'opposa énergiquement à ce que Tancrède honore Constance, estimant que cela équivaudrait à une reconnaissance explicite de ses prétentions. Constatant que la prisonnière s'attirait la sympathie de la population locale, Sibylle suggéra de la faire mettre a mort, mais Tancrède s'y opposa, craignant de perdre en popularité et la considérant comme un otage pour obliger Henri VI à signer une paix.
Elle s'entretint avec Matthieu d'Ajello sur le meilleur endroit où détenir Constance, et finalement leur choix porta sur le château de l'Œuf, une forteresse située sur une île à Naples. Cependant, sur l'influence du pape Célestin III, Tancrède envoya Constance à Rome, en échange de la reconnaissance pontificale comme roi de Sicile. En cours de route, Constance est libérée en août 1192 par des soldats germaniques.
Tancrède meurt en 1194 et Sibylle devient régente du royaume au nom de son fils Guillaume III. Henri VI envahit de nouveau le royaume et, alors que son armée traverse le détroit de Messine, Sibylle négocie un accord de soumission, mais permettant à Guillaume III de se retirer dans le comté de Lecce.
Elle assiste au couronnement d'Henri et de Constance à la cathédrale de Palerme le 25 décembre 1194. Quelques jours plus tard, elle et ses principaux soutiens, Nicolas d'Aiello, fils de Mathieu et archevêque de Salerne, et l'amiral Margaritus de Brindisi sont arrêtés et emprisonnés en Germanie avec son fils et ses filles. Elle réussit à s'échapper en France alors que le pape Innocent III intervenait auprès d'Henri pour demander sa libération. Son frère Richard fut pendu en représailles de la capture de Constance.

## Postérité
Sibylle d'Acerra a donné naissance à :
- Roger III, roi associé à son père (vers.1180 — 24 décembre 1193) ;
- Guillaume III, roi de Sicile après son père (ca.1186 — 1198) ;
- Sibylle ou Mandania, mariée à Roberto di Montescaglioso, noble napolitain ;
- Elvire († ap.1216), mariée à Gautier III, comte de Brienne ;
- Constance, mariée à Pietro Ziani, futur doge de Venise ;
- Valdrade, mariée à Jacopo Tiepolo, futur doge de Venise[4].